# جمهورية السودان (1985–2019)
يغطي هذا المقال الفترة من تاريخ السودان بين عامي 1985 و2019 عندما استولى وزير الدفاع السوداني عبد الرحمن سوار الذهب على السلطة من الرئيس السوداني جعفر النميري في الانقلاب السوداني عام 1985، وبعد فترة ليست طويلة، أطاح الفريق عمر البشير، بدعم من حزب سياسي إسلامي، الجبهة الإسلامية الوطنية، بالحكومة في انقلاب عام 1989.
حكم البشير كرئيس حتى سقوطه في أبريل 2019 . وخلال حكم البشير، الذي يشار إليه احياناً باسم السودان البشيري، أو كما أطلقوا عليه نظام الإنقاذ، أعيد انتخابه ثلاث مرات أثناء إشرافه على استقلال جنوب السودان في عام 2011. تعرض نظامه لانتقادات بسبب انتهاكات حقوق الإنسان والفظائع والإبادة الجماعية في دارفور ومزاعم إيواء ودعم الجماعات الإرهابية (أبرزها خلال إقامة أسامة بن لادن من عام 1992 إلى عام 1996) في المنطقة أثناء خضوعه لعقوبات الأمم المتحدة ابتداءً من عام 1995. مما أدى إلى عزلة السودان باعتبارها دولة منبوذة دولياً.

## التحالف الأول
في يونيو 1986، شكل الصادق المهدي حكومة ائتلافية مع حزب الأمة القومي، والحزب الاتحادي الديمقراطي، والجبهة الإسلامية الوطنية، وأربعة أحزاب جنوبية، وبعد أقل من عام في منصبه، أقال الصادق الحكومة لأنها فشلت في صياغة قانون عقوبات جديد ليحل محل الشريعة الإسلامية، أو التوصل إلى اتفاق مع صندوق النقد الدولي، أو إنهاء الحرب الأهلية في الجنوب، أو وضع خطة لجذب التحويلات المالية من الجنوب، وللحفاظ على دعم الحزب الاتحادي الديمقراطي والأحزاب السياسية الجنوبية، شكل صادق حكومة ائتلافية أخرى غير فاعلة.

## الائتلاف الثاني
وبدلاً من إقالة الوزراء الذين ارتبطوا بإخفاقات الحكومة الائتلافية الأولى، احتفظ الصادق بثلاثة عشر منهم، احتفظ أحد عشر منهم بحقائبهم السابقة. ونتيجة لذلك، رفض العديد من السودانيين الحكومة الائتلافية الثانية باعتبارها نسخة طبق الأصل من الأولى. ومما زاد الطين بلة أن صادق وزعيم الحزب الديمقراطي الوحدوي أحمد الميرغني وقعا على مذكرة تفاهم غير كافية حددت أولويات الحكومة الجديدة في التأكيد على تطبيق الشريعة الإسلامية، وتعزيز النظام المصرفي الإسلامي، وتغيير العلم والشعار الوطني. علاوة على ذلك، وجهت المذكرة الحكومة بإزالة اسم الزعيم السابق جعفر النميري من جميع المؤسسات وإقالة جميع المسؤولين الذين عينهم النميري للعمل في المنظمات الدولية والإقليمية. وانتقدت العناصر المناهضة للحكومة المذكرة لعدم ذكرها الحرب الأهلية أو المجاعة أو الأوضاع الاجتماعية والاقتصادية المتدهورة في البلاد.[بحاجة لمصدر]
في أغسطس 1987، أسقط الحزب الاتحادي الديمقراطي الحكومة لأن صادق عارض تعيين عضو الحزب الاتحادي الديمقراطي، أحمد السيد، في اللجنة العليا. وعلى مدى الأشهر التسعة التالية، فشل الصادق والميرغني في الاتفاق على تشكيل حكومة ائتلافية أخرى. خلال هذه الفترة، اقترب الصادق من الجبهة الإسلامية القومية. ومع ذلك، رفضت الجبهة الإسلامية الانضمام إلى حكومة ائتلافية تضم عناصر يسارية. علاوة على ذلك، أشار حسن الترابي، زعيم الجبهة القومية الإسلامية، إلى أن تشكيل حكومة ائتلافية سيعتمد على عوامل عديدة، أهمها استقالة أو إقالة من يشغلون مناصب عليا في الحكومتين المركزية والإقليمية، ورفع لحالة الطوارئ التي أعيد فرضها في يوليو 1987، واستمرار الجمعية التأسيسية.[بحاجة لمصدر]

## التحالف الثالث
وبسبب الجدل الذي لا نهاية له حول هذه القضايا، لم تظهر حكومة ائتلافية جديدة إلا في 15 مايو 1988، برئاسة الصادق المهدي. وكان من بين أعضاء هذا التحالف حزب الأمة، والحزب الاتحادي الديمقراطي، والجبهة الإسلامية القومية، وبعض الأحزاب الجنوبية. ولكن كما حدث في الماضي، تفكك الائتلاف بسرعة بسبب المشاحنات السياسية بين أعضائه. وشملت الخلافات الرئيسية مطالبة الجبهة القومية الإسلامية بمنحها منصب حاكم الخرطوم، وعدم القدرة على وضع معايير لاختيار حكام الأقاليم، ومعارضة الجبهة القومية الإسلامية لاستبدال كبار الضباط العسكريين ورئيس أركان السلطة التنفيذية.
وفي نوفمبر/تشرين الثاني 1988، برزت قضية سياسية أخرى، عندما وقع الميرغني والحركة الشعبية لتحرير السودان اتفاقاً في أديس أبابا تضمن بنوداً لوقف إطلاق النار، وتجميد الشريعة الإسلامية، ورفع حالة الطوارئ، ووقف إطلاق النار. وإلغاء كافة الاتفاقيات السياسية والعسكرية الأجنبية. كما اقترح الجانبان عقد مؤتمر دستوري لتقرير مستقبل السودان السياسي. وعارضت الجبهة الإسلامية هذا الاتفاق بسبب موقفها من تجميد الشريعة. وعندما رفضت الحكومة دعم الاتفاق، انسحب الحزب الوحدوي الديمقراطي من الائتلاف. بعد ذلك بوقت قصير، قدم القائد العام للقوات المسلحة الفريق فتحي أحمد علي إنذاراً، وقعه 150 من كبار الضباط العسكريين، إلى الصادق المهدي يطالبه بجعل الحكومة الائتلافية أكثر تمثيلاً وأن يعلن شروط إنهاء الحرب الأهلية.

## سقوط المهدي ونظام الجبهة الإسلامية
وفي 11 مارس 1989، رد الصادق المهدي على هذا الضغط بحل الحكومة. وكان الائتلاف الجديد قد ضم حزب الأمة، والحزب الاتحادي الديمقراطي، وممثلي الأحزاب الجنوبية والنقابات العمالية. رفضت الجبهة الإسلامية الانضمام إلى التحالف لأنه لم يكن ملتزمًا بتطبيق الشريعة الإسلامية. وادعى صادق أن حكومته الجديدة ملتزمة بإنهاء الحرب الأهلية في الجنوب من خلال تنفيذ اتفاقية نوفمبر 1988 بين الحزب الوحدوي الديمقراطي والحركة الشعبية لتحرير السودان. كما وعد بتعبئة الموارد الحكومية لتقديم الإغاثة الغذائية إلى مناطق المجاعة، وخفض الدين الدولي للحكومة، وبناء إجماع سياسي وطني.
أدى عدم قدرة صادق على الوفاء بهذه الوعود في نهاية المطاف إلى الإطاحة به.[بحاجة لمصدر] في 30 يونيو 1989، أطاح العقيد (الفريق لاحقًا) عمر البشير بالصادق وأنشأ مجلس قيادة الثورة للإنقاذ الوطني لحكم السودان. ومع ذلك، يبدو أن التزام البشير بفرض الشريعة الإسلامية على الجنوب والسعي لتحقيق نصر عسكري على جيش التحرير الشعبي، وإن ظهور الجبهة الإسلامية القومية كقوة سياسية جعل التوصل إلى تسوية مع الجنوب أمراً غير مرجح. وحل مجلس قيادة الثورة نفسه في أكتوبر 1993. وانتقلت صلاحياتها إلى الرئيس (أعلن البشير نفسه رئيساً) والجمعية الوطنية الانتقالية.

## الصراع في الجنوب ودارفور والصراع مع تشاد
أدت الحرب الأهلية في الجنوب إلى نزوح أكثر من 4 ملايين من السكان. وفر البعض إلى المدن الجنوبية، مثل جوبا؛ وارتحل آخرون شمالًا حتى الخرطوم وحتى إلى إثيوبيا وكينيا وأوغندا ومصر ودول مجاورة أخرى. لم يكن هؤلاء الناس قادرين على زراعة أو كسب المال لإطعام أنفسهم، وانتشر سوء التغذية والمجاعة على نطاق واسع. أدى نقص الاستثمار في الجنوب إلى ما تسميه المنظمات الإنسانية الدولية "الجيل الضائع" الذي يفتقر إلى الفرص التعليمية، والحصول على خدمات الرعاية الصحية الأساسية، وتضاؤل فرص العمل في الاقتصادات الصغيرة والضعيفة في الجنوب أو الشمال.
في أوائل عام 2003، بدأ تمرد جديد بين حركة تحرير السودان وجماعات حركة العدل والمساواة في المنطقة الغربية من دارفور. واتهم المتمردون الحكومة المركزية بإهمال منطقة دارفور، على الرغم من عدم التيقن بشأن أهداف المتمردين وما إذا كانوا يسعون فقط إلى تحسين وضع دارفور داخل السودان أو الانفصال التام. وقد اتُهمت كل من الحكومة والمتمردين بارتكاب فظائع في هذه الحرب، على الرغم من أن معظم اللوم يقع على ميليشيا (الجنجاويد) المتحالفة مع الحكومة. ويزعم المتمردون أن هذه المليشيات تمارس عمليات تطهير عرقي في دارفور، وقد أدى القتال إلى نزوح مئات الآلاف من الأشخاص، والعديد منهم لجأوا إلى تشاد المجاورة. هناك تقديرات مختلفة لعدد الضحايا، تتراوح بين أقل من عشرين ألفًا إلى عدة مئات الآلاف من القتلى، إما بسبب القتال المباشر أو المجاعة والأمراض الناجمة عن الصراع.
وفي عام 2004، توسطت تشاد في المفاوضات في انجمينا، أدى إلى اتفاق وقف إطلاق النار الإنساني في 8 أبريل/نيسان بين الحكومة السودانية وحركة العدل والمساواة وجيش تحرير السودان. ومع ذلك، استمر الصراع على الرغم من وقف إطلاق النار، وشكل الاتحاد الأفريقي لجنة وقف إطلاق النار لمراقبة الوضع في المنطقة. وفي أغسطس 2004، أرسل الاتحاد الأفريقي 150 جنديًا روانديًا إلى هناك لحماية مراقبي وقف إطلاق النار. وبعد ذلك انضم إليهم 150 جنديًا نيجيريًا.
في 18 سبتمبر 2004، أصدر مجلس الأمن التابع للأمم المتحدة القرار رقم 1564 الذي أعلن فيه أن حكومة السودان لم تف بالتزاماتها، معربًا عن قلقه إزاء هجمات طائرات الهليكوبتر والاعتداءات التي تشنها ميليشيا الجنجاويد ضد القرى في دارفور. ورحب باعتزام الاتحاد الأفريقي تعزيز بعثة المراقبة التابعة له في دارفور وحث جميع الدول الأعضاء على دعم هذه الجهود. وخلال عام 2005، جاءت قوة بعثة الاتحاد الإفريقي في السودان بقرابة 7000 جندي.
بدأ الصراع التشادي السوداني رسميًا في 23 ديسمبر 2005، عندما أعلنت حكومة تشاد حالة الحرب مع السودان ودعت مواطني تشاد إلى حشد أنفسهم ضد مسلحي التجمع من أجل الديمقراطية والحرية (المتمردين التشاديين المدعومين من الحكومة السودانية) ورجال الميليشيات السودانية الذين هاجموا القرى والبلدات في شرق تشاد، وسرقوا الماشية، وقتلوا المواطنين، وأحرقوا المنازل.
أحرزت محادثات السلام بين المتمردين الجنوبيين والحكومة تقدماً كبيراً في عام 2003 وأوائل عام 2004، على الرغم من استمرار المناوشات في أجزاء من الجنوب. واتفق الجانبان على أنه بعد إبرام معاهدة سلام نهائية، سيتمتع جنوب السودان بالحكم الذاتي لمدة ست سنوات، وبعد انقضاء تلك الفترة، سيتمكن شعب جنوب السودان من التصويت في استفتاء على الاستقلال. علاوة على ذلك، ستقسم عائدات النفط بالتساوي بين الحكومة والمتمردين خلال الفترة الانتقالية التي تستمر ست سنوات. ومع ذلك، فقد شكك بعض المراقبين في قدرة الحكومة أو استعدادها للوفاء بهذه الوعود، وكان وضع ثلاث مقاطعات وسط وشرق البلاد نقطة خلاف في المفاوضات. وتساءل بعض المراقبين عما إذا كانت العناصر المتشددة في الشمال ستسمح للمعاهدة بالمضي قدماً.
وقعت معاهدة السلام النهائية في 9 يناير 2005 في نيروبي. شروط معاهدة السلام هي كما يلي:
- سيحظى الجنوب بالحكم الذاتي لمدة ست سنوات، يليه استفتاء على الانفصال.
- ومن المقرر أن يدمج طرفا الصراع قواتهما المسلحة في قوة قوامها 39 ألف جندي بعد ست سنوات، إذا جاءت نتيجة استفتاء الانفصال سلبية.
- وسيتقاسم الدخل من حقول النفط بالتساوي بين الشمال والجنوب.
- وسيتقسم الوظائف بنسب متفاوتة (الإدارة المركزية: 70 إلى 30، أبيي / ولاية النيل الأزرق / جبال النوبة : 55 إلى 45، وكلاهما لصالح الحكومة).
- ومن المقرر أن تظل الشريعة الإسلامية في الشمال، في حين أن استمرار استخدام الشريعة في الجنوب سيقرره المجلس المنتخب.

في 31 أغسطس 2006، وافق مجلس الأمن التابع للأمم المتحدة على القرار رقم 1706 بإرسال قوة حفظ سلام جديدة قوامها 17300 فرد إلى دارفور. ولكن في الأشهر التالية، لم تتمكن بعثة الأمم المتحدة في السودان من الانتشار في دارفور بسبب معارضة حكومة السودان لعملية حفظ السلام التي تتولى الأمم المتحدة وحدها القيام بها. ثم شرعت الأمم المتحدة في اتباع نهج بديل ومبتكر لمحاولة البدء في تحقيق الاستقرار في المنطقة من خلال التعزيز التدريجي لبعثة الاتحاد الأفريقي في السودان، قبل نقل السلطة إلى عملية حفظ سلام مشتركة بين الاتحاد الإفريقي والأمم المتحدة. وبعد مفاوضات مطولة ومكثفة مع حكومة السودان وضغوط دولية كبيرة، قبلت حكومة السودان أخيراً عملية حفظ السلام في دارفور. وفي عام 2009، أصدرت المحكمة الجنائية الدولية مذكرة اعتقال بحق البشير، متهمة إياه بارتكاب جرائم ضد الإنسانية وجرائم حرب.
وفي عامي 2009 و2010، تسببت سلسلة من النزاعات بين القبائل البدوية المتنافسة في جنوب كردفان في سقوط عدد كبير من الضحايا ونزوح الآلاف. وشكل اتفاق إعادة الوئام بين تشاد والسودان، الموقع في 15 يناير/كانون الثاني 2010، نهاية لحرب استمرت خمس سنوات بينهما. ووقعت الحكومة السودانية وحركة العدل والمساواة اتفاقا لوقف إطلاق النار ينهي الصراع في دارفور في فبراير 2010.
في يناير 2011، أجري استفتاء على استقلال جنوب السودان، وصوت الجنوب بأغلبية ساحقة لصالح الانفصال في وقت لاحق من ذلك العام باسم جمهورية جنوب السودان، وعاصمتها جوبا وسلفا كير كأول رئيس لها. وأعلن البشير قبوله النتيجة، لكن سرعان ما اندلع العنف في منطقة أبيي المتنازع عليها، والتي يطالب بها الشمال والجنوب.
وفي 6 يونيو 2011 اندلع صراع مسلح في ولاية جنوب كردفان بين قوات شمال السودان وجنوبه، قبيل استقلال الجنوب المقرر في 9 يوليو. وجاء ذلك في أعقاب اتفاق الجانبين على الانسحاب من أبيي. وفي 20 يونيو/حزيران، اتفق الطرفان على تجريد منطقة أبيي المتنازع عليها من السلاح، ونشر قوات حفظ السلام الإثيوبية. في 9 يوليو 2011، أصبح جنوب السودان دولة مستقلة.

## سقوط البشير
ضربت الاحتجاجات العربية 2018-2021 السودان في ديسمبر 2018، وفي 11 أبريل 2019، عُزل البشير وإنهاء النظام وتثبيت مجلس السيادة حتى الانتقال إلى الديمقراطية في عام 2022.

## أنظر أيضا
- تاريخ السودان